# San Marino Calcio 2014-2015
Questa voce raccoglie le informazioni riguardanti il San Marino Calcio nelle competizioni ufficiali della stagione 2014-2015.

## Stagione
Il San Marino Calcio disputa il quinto campionato di terza serie della sua storia. Il 10 novembre 2014 è stato esonerato Alex Covelo, sostituito da Fabrizio Tazzioli. Il 30 marzo 2015 subentra Salvo Fulvio D´Adderio al posto dell'esonerato Tazzioli.

## Divise e sponsor
Lo sponsor tecnico è Givova, mentre lo sponsor ufficiale è Asset Banca.
| 1° divisa | 2° divisa |

## Organigramma societario
Area direttiva
- Presidente e Direttore Generale: Luca Mancini
- Direttore Tecnico: Gabriele Lucchi
- Responsabile Amministrazione: Marusia Giannini

Area organizzativa
- Team Manager e Delegato Rapporti Tifoseria: Matteo Visani
- Relazioni interne e stampa: Massimo Andreatini
- Responsabile Marketing: Lorenzo Colombi

Area tecnica
- Allenatore: Alex Covelo (1ª-12ª)
Fabrizio Tazzioli (dalla 13ª)
- Vice-allenatore: David Rodriguez
poi Domenico Ricci Petitoni
- Preparatore dei portieri: Giancarlo Bellucci
- Preparatore atletico: Daniele Farnedi
- Responsabile Settore Giovanile: Giuseppe Maiani

Area sanitaria
- Medico Sociale: Dott. Walter Pasini
- Fisioterapisti: Davide Lodovicchetti, Andrea Zamagni

## Rosa
Aggiornata al 23 gennaio 2015.
| N. |                           | Ruolo | Calciatore          |
| -- | ------------------------- | ----- | ------------------- |
|    | Italia (bandiera)         | P     | Mattia Migani       |
|    | Italia (bandiera)         | P     | Matteo Renzetti     |
|    | Brasile (bandiera)        | P     | Caio Secco          |
|    | Italia (bandiera)         | P     | Gianluca Vivan      |
|    | Spagna (bandiera)         | D     | Juan Cruz           |
|    | Guinea (bandiera)         | D     | Ismael Bangoura     |
|    | Italia (bandiera)         | D     | Maikol Benassi      |
|    | Italia (bandiera)         | D     | Simone Bregliano    |
|    | Italia (bandiera)         | D     | Vincenzo Cammaroto  |
|    | Italia (bandiera)         | D     | Andrea Demontis     |
|    | Italia (bandiera)         | D     | Gabriele Farina     |
|    | Italia (bandiera)         | D     | Vittorio Ferrero    |
|    | Italia (bandiera)         | D     | Alessandro Fogacci  |
|    | San Marino (bandiera)     | D     | Mirko Palazzi       |
|    | Italia (bandiera)         | D     | Marco Paolini       |
|    | Italia (bandiera)         | D     | Luca Russo          |
|    | Costa d'Avorio (bandiera) | C     | Yves Benoit Bationo |
|    | Argentina (bandiera)      | C     | Matías Cuffa        |

| N. |                       | Ruolo | Calciatore           |
| -- | --------------------- | ----- | -------------------- |
|    | Italia (bandiera)     | C     | Luca Magnanelli      |
|    | Spagna (bandiera)     | C     | Albert Miravent Sans |
|    | Italia (bandiera)     | C     | Davide Poletti       |
|    | Italia (bandiera)     | C     | Stefano Sensi        |
|    | Italia (bandiera)     | C     | Evans Soligo         |
|    | Italia (bandiera)     | C     | Luca Valeriani       |
|    | Italia (bandiera)     | C     | Ivan Varone          |
|    | Mozambico (bandiera)  | A     | Faisal Bangal        |
|    | Italia (bandiera)     | A     | Francesco Casolla    |
|    | Montenegro (bandiera) | A     | Sasa Cicarevic       |
|    | Spagna (bandiera)     | A     | Carles Coto          |
|    | Spagna (bandiera)     | A     | Gil Muntadas         |
|    | Paraguay (bandiera)   | A     | Daniel Jara          |
|    | Italia (bandiera)     | A     | Andrea La Mantia     |
|    | Italia (bandiera)     | A     | Riccardo Musetti     |
|    | Senegal (bandiera)    | A     | Pape Dia Ndiang      |
|    | Italia (bandiera)     | A     | Denis Pesaresi       |
|    | San Marino (bandiera) | A     | Mattia Stefanelli    |

## Calciomercato

### Sessione estiva(dal 1/7 al 31/8)
| Acquisti | Acquisti        | Acquisti          | Acquisti   |
| R.       | Nome            | da                | Modalità   |
| -------- | --------------- | ----------------- | ---------- |
| D        | Marco Paolini   | Parma             | prestito   |
| D        | Ismael Bangoura | Cesena            | prestito   |
| C        | Stefano Sensi   | Cesena            | prestito   |
| C        | Miravent Albert | Siviglia Atlético | definitivo |
| C        | Andrea Demontis | Cagliari          | prestito   |
| C        | Carles Coto     | Bunyodkor         | definitivo |
| C        | Sasa Cicarevic  | Cesena            | prestito   |
| A        | Gil Muntadas    | Siviglia Atlético | definitivo |
| A        | Daniel Jara     | Genoa             | prestito   |

| Cessioni | Cessioni           | Cessioni  | Cessioni       |
| R.       | Nome               | a         | Modalità       |
| -------- | ------------------ | --------- | -------------- |
| C        | Gabriele Pacciardi | Catanzaro | parametro zero |
| C        | Luca Pigini        | Teramo    | definitivo     |

### Fuori Sessione
| Acquisti | Acquisti          | Acquisti  | Acquisti   |
| R.       | Nome              | da        | Modalità   |
| -------- | ----------------- | --------- | ---------- |
| D        | Simone Bregliano  | Carrarese | definitivo |
| D        | Mirko Palazzi     | Cosenza   | definitivo |
| A        | Francesco Casolla | Teramo    | definitivo |

### Sessione invernale(dal 5/1 al 2/2)
| Acquisti | Acquisti            | Acquisti          | Acquisti   |
| R.       | Nome                | da                | Modalità   |
| -------- | ------------------- | ----------------- | ---------- |
| P        | Caio Gobbo Secco    | Crotone           | prestito   |
| D        | Maikol Benassi      | Carrarese         | prestito   |
| D        | Vincenzo Cammaroto  | Delta Porto Tolle | definitivo |
| C        | Yves Benoit Bationo | Parma             | prestito   |
| C        | Matías Cuffa        | Matera            | definitivo |
| C        | Ivan Varone         | Savona            | definitivo |
| A        | Faisal Bangal       | Atalanta          | prestito   |
| A        | Riccardo Musetti    |                   | svincolato |
| A        | Pape Dia Ndiang     | Udinese           | prestito   |

| Cessioni | Cessioni              | Cessioni             | Cessioni   |
| R.       | Nome                  | a                    | Modalità   |
| -------- | --------------------- | -------------------- | ---------- |
| D        | Luca Russo            | Savona               | definitivo |
| C        | Albert Miravent Sans  |                      | svincolato |
| A        | Denis Pesaresi        | Bogliasco D'Albertis | svincolato |
| A        | Cumbrubi Gil Muntadas |                      | svincolato |

## Risultati

### Lega Pro Prima Divisione

#### Girone di andata
| Arbitro: | Catona (Reggio Calabria) |

|             |           |          |
| Muntadas 8’ | Marcatori | 63’ Pasa |

| Arbitro: | Zanonato (Vicenza) |

|                           |           |             |
| Settembrini 3’ Caponi 75’ | Marcatori | 28’ Poletti |

| Arbitro: | Robilotta (Sala Consilina) |

|                 |           |            |
| La Mantia 90+2’ | Marcatori | 30’ Merini |

| Arbitro: | Giua (Pisa) |

|            |           |             |
| Chiricò 8’ | Marcatori | 90’ Casolla |

| Arbitro: | Fanton (Lodi) |

|                   |           |                  |
| Jara Martinez 87’ | Marcatori | 37’ Iv. Graziani |

| Arbitro: | De Angeli (Abbiategrasso) |

|               |           |             |
| Maccarone 79’ | Marcatori | 62’ Poletti |

| Arbitro: | Capraro (Cassino) |

|  |           |                    |
|  | Marcatori | 33’ (aut.) Fogacci |

| Arbitro: | Pietropaolo (Modena) |

|                              |           |               |
| Tripoli 66’ (rig.) Romeo 78’ | Marcatori | 43’ La Mantia |

| Arbitro: | Luciano (Lamezia Terme) |

|                                              |           |  |
| V. Ferrero 28’ Jara Martinez 32’ Poletti 58’ | Marcatori |  |

| Arbitro: | Dionisi (L'Aquila) |

|  |           |                |
|  | Marcatori | 44’ Morbidelli |

| Arbitro: | Mantelli (Brescia) |

|                 |           |  |
| G. Giovinco 69’ | Marcatori |  |

| Arbitro: | Andreini (Forlì) |

|             |           |                                          |
| Casolla 21’ | Marcatori | 11’ Di Paolantonio 14’ (rig.) Donnarumma |

| Arbitro: | Sassoli (Arezzo) |

|                                           |           |          |
| Scappini 1’ Spadafora 40’ De Feo 59’, 79’ | Marcatori | 44’ Cruz |

| Arbitro: | Mastrodonato (Molfetta) |

|  |           |              |
|  | Marcatori | 56’ Raičević |

| Arbitro: | D'Apice (Arezzo) |

|                          |           |  |
| Cais 79’ Regolanti 90+3’ | Marcatori |  |

| Arbitro: | Dei Giudici (Latina) |

|                            |           |           |
| S. Monaco 8’ Torromino 13’ | Marcatori | 18’ Sensi |

| Arbitro: | Capilungo (Lecce) |

|                                               |           |                                          |
| La Mantia 6’, 70’ Coto 35’ Cruz 55’ Sensi 59’ | Marcatori | 14’ Alessi 39’ Ruopolo 44’, 60’ Angiulli |

| Arbitro: | Pagliardini (Arezzo) |

|             |           |  |
| Docente 82’ | Marcatori |  |

| Arbitro: | Perotti (Legnano) |

|            |           |          |
| Varone 83’ | Marcatori | 31’ Gioè |

#### Girone di ritorno
| Arbitro: | Tardino (Milano) |

|                        |           |  |
| Bandini 60’ Rubino 63’ | Marcatori |  |

| Arbitro: | Boggi (Salerno) |

|                                                |           |  |
| Coto 57’ La Mantia 59’ (rig.) Sensi 86’ (rig.) | Marcatori |  |

| Carrara 25 gennaio 2015, ore 12:30 UTC+1 22ª giornata | Carrarese     | 0 – 0 referto | San Marino | Stadio dei Marmi (816 spett.)\| Arbitro: \| Candeo (Este) \| |
| Arbitro:                                              | Candeo (Este) |               |            |                                                              |

| Arbitro: | Rasia (Bassano del Grappa) |

|                  |           |                                    |
| Musetti 15’, 19’ | Marcatori | 51’ Addae 54’, 62’ (rig.) Altinier |

| Arbitro: | Marinelli (Tivoli) |

|                                            |           |          |
| Olivi 85’ Guidone 90+1’ Iv. Graziani 90+2’ | Marcatori | 18’ Cruz |

| Arbitro: | Rossi (Rovigo) |

|                          |           |                              |
| Cuffa 52’ Sensi 60’, 89’ | Marcatori | 18’ Pozzebon 90+2’ Del Pinto |

| Arbitro: | Mei (Pesaro) |

|                |           |          |
| Di Quinzio 45’ | Marcatori | 52’ Cruz |

| Arbitro: | Capilungo (Lecce) |

|             |           |  |
| Musetti 42’ | Marcatori |  |

| Arbitro: | Di Ruberto (Nocera Inferiore) |

|                |           |  |
| Alessandro 45’ | Marcatori |  |

| Arbitro: | Guarino (Caltanissetta) |

|                           |           |  |
| D'Orazio 12’ G. Tulli 33’ | Marcatori |  |

| Arbitro: | Piscopo (Imperia) |

|               |           |  |
| La Mantia 85’ | Marcatori |  |

| Arbitro: | Fourneau (Roma) |

|                             |           |  |
| Scipioni 60’ Donnarumma 86’ | Marcatori |  |

| Arbitro: | Cifelli (Campobasso) |

|               |           |                                    |
| Cicarevic 34’ | Marcatori | 9’ Iv. Marconi 73’ (rig.) Scappini |

| Arbitro: | Amabile (Vicenza) |

|                                       |           |  |
| F. Forte 43’ (rig.), 74’ Raičević 63’ | Marcatori |  |

| Arbitro: | Capone (Palermo) |

|                       |           |  |
| Musetti 74’ Sensi 77’ | Marcatori |  |

| Arbitro: | Lacagnina (Caltanissetta) |

|             |           |               |
| Bationo 52’ | Marcatori | 77’ Torromino |

| Arbitro: | Proietti (Terni) |

|                                                 |           |                      |
| M. Ricci 84’ Angiulli 90’ Petkovic 90+6’ (rig.) | Marcatori | 28’ Musetti 66’ Cruz |

| Arbitro: | Di Martino (Teramo) |

|                                         |           |           |
| Musetti 22’ Sensi 38’ (rig.) Varone 90’ | Marcatori | 59’ Morga |

| Arbitro: | Marini (Roma) |

|                  |           |                      |
| C. Colombo 90+5’ | Marcatori | 40’ Sensi 53’ Soligo |

### Coppa Italia Lega Pro

#### Fase eliminatoria a gironi
| Arbitro: | Bichisecchi (Livorno) |

|              |           |           |
| F. Forte 26’ | Marcatori | 39’ Sensi |

| Serravalle 23 agosto 2014, ore 20:30 CEST 3ª giornata | San Marino       | 0 – 0 referto | SPAL | Stadio Olimpico (300 spett.)\| Arbitro: \| Ranaldi (Tivoli) \| |
| Arbitro:                                              | Ranaldi (Tivoli) |               |      |                                                                |

## Statistiche
Statistiche aggiornate al 9 maggio 2015.

### Statistiche di squadra
| Competizione          | Punti | In casa | In casa | In casa | In casa | In casa | In casa | In trasferta | In trasferta | In trasferta | In trasferta | In trasferta | In trasferta | Totale | Totale | Totale | Totale | Totale | Totale | DR  |
| Competizione          | Punti | G       | V       | N       | P       | Gf      | Gs      | G            | V            | N            | P            | Gf           | Gs           | G      | V      | N      | P      | Gf     | Gs     | DR  |
| --------------------- | ----- | ------- | ------- | ------- | ------- | ------- | ------- | ------------ | ------------ | ------------ | ------------ | ------------ | ------------ | ------ | ------ | ------ | ------ | ------ | ------ | --- |
| Lega Pro              | 36    | 19      | 8       | 5       | 6       | 30      | 22      | 19           | 1            | 4            | 14           | 12           | 34           | 38     | 9      | 9      | 20     | 42     | 56     | -14 |
| Coppa Italia Lega Pro | 2     | 1       | 0       | 1       | 0       | 0       | 0       | 1            | 0            | 1            | 0            | 1            | 1            | 2      | 0      | 2      | 0      | 1      | 1      | 0   |
| Totale                |       | 20      | 8       | 6       | 6       | 30      | 22      | 20           | 1            | 5            | 14           | 13           | 35           | 40     | 9      | 11     | 20     | 43     | 57     | -14 |

### Andamento in campionato
| Giornata  | 1 | 2  | 3  | 4  | 5  | 6  | 7  | 8  | 9  | 10 | 11 | 12 | 13 | 14 | 15 | 16 | 17 | 18 | 19 | 20 | 21 | 22 | 23 | 24 | 25 | 26 | 27 | 28 | 29 | 30 | 31 | 32 | 33 | 34 | 35 | 36 | 37 | 38 |
| --------- | - | -- | -- | -- | -- | -- | -- | -- | -- | -- | -- | -- | -- | -- | -- | -- | -- | -- | -- | -- | -- | -- | -- | -- | -- | -- | -- | -- | -- | -- | -- | -- | -- | -- | -- | -- | -- | -- |
| Luogo     | C | T  | C  | T  | C  | T  | C  | T  | C  | C  | T  | C  | T  | C  | T  | T  | C  | T  | C  | T  | C  | T  | C  | T  | C  | T  | C  | T  | T  | C  | T  | C  | T  | C  | C  | T  | C  | T  |
| Risultato | N | P  | N  | N  | N  | N  | P  | P  | V  | P  | P  | P  | P  | P  | P  | P  | V  | P  | N  | P  | V  | N  | P  | P  | V  | N  | V  | P  | P  | V  | P  | P  | P  | V  | N  | P  | V  | V  |
| Posizione | 5 | 12 | 15 | 15 | 16 | 17 | 17 | 18 | 17 | 17 | 18 | 19 | 19 | 19 | 19 | 19 | 19 | 19 | 19 | 20 | 19 | 20 | 20 | 20 | 19 | 20 | 20 | 20 | 20 | 20 | 20 | 20 | 20 | 20 | 19 | 20 | 20 | 20 |

Fonte:  GIRONE B STATISTICA, su lega-pro.com.
Legenda:

Luogo: C = Casa; T = Trasferta. Risultato: V = Vittoria; N = Pareggio; P = Sconfitta.

### Statistiche dei giocatori
Statistiche aggiornate al 25 gennaio 2015. In corsivo i giocatori ceduti a stagione in corso.
| Giocatore          | Lega Pro | Lega Pro | Lega Pro    | Lega Pro   | Coppa Italia Lega Pro | Coppa Italia Lega Pro | Coppa Italia Lega Pro | Coppa Italia Lega Pro | Totale   | Totale | Totale      | Totale     |
| Giocatore          | Presenze | Reti     | Ammonizioni | Espulsioni | Presenze              | Reti                  | Ammonizioni           | Espulsioni            | Presenze | Reti   | Ammonizioni | Espulsioni |
| ------------------ | -------- | -------- | ----------- | ---------- | --------------------- | --------------------- | --------------------- | --------------------- | -------- | ------ | ----------- | ---------- |
| M. Migani          | 3        | -6       | 1           | 0          | 1                     | 0                     | 0                     | 0                     | 4        | -6     | 1           | 0          |
| M. Renzetti        | 0        | 0        | 0           | 0          | 0                     | 0                     | 0                     | 0                     | 0        | 0      | 0           | 0          |
| C.G. Secco         | 2        | -0       | 0           | 0          | -                     | -                     | -                     | -                     | 2        | -0     | 0           | 0          |
| G. Vivan           | 17       | -25      | 3           | 0          | 1                     | -1                    | 0                     | 0                     | 18       | -26    | 3           | 0          |
| J. Cruz            | 20       | 2        | 0           | 0          | 0                     | 0                     | 0                     | 0                     | 20       | 2      | 0           | 0          |
| I. Bangoura        | 7        | 0        | 0           | 0          | 2                     | 0                     | 1                     | 0                     | 9        | 0      | 1           | 0          |
| M. Benassi         | 2        | 0        | 0           | 0          | -                     | -                     | -                     | -                     | 2        | 0      | 0           | 0          |
| S. Bregliano       | 7        | 0        | 3           | 0          | -                     | -                     | -                     | -                     | 7        | 0      | 3           | 0          |
| V. Cammaroto       | 3        | 0        | 1           | 0          | -                     | -                     | -                     | -                     | 3        | 0      | 1           | 0          |
| A. Demontis        | 9        | 0        | 3           | 0          | 1                     | 0                     | 0                     | 0                     | 10       | 0      | 3           | 0          |
| G. Farina          | 1        | 0        | 0           | 0          | 2                     | 0                     | 1                     | 0                     | 3        | 0      | 1           | 0          |
| V. Ferrero         | 19       | 1        | 6           | 0          | 2                     | 0                     | 0                     | 0                     | 21       | 1      | 6           | 0          |
| A. Fogacci         | 19       | 0        | 5           | 0          | 2                     | 0                     | 0                     | 0                     | 21       | 0      | 5           | 0          |
| M. Palazzi         | 6        | 0        | 2           | 1          | -                     | -                     | -                     | -                     | 6        | 0      | 2           | 1          |
| M. Paolini         | 7        | 0        | 4           | 1          | 0                     | 0                     | 0                     | 0                     | 7        | 0      | 4           | 1          |
| L. Russo           | 8        | 0        | 1           | 0          | 0                     | 0                     | 0                     | 0                     | 8        | 0      | 1           | 0          |
| Y. Bationo         | 1        | 0        | 0           | 1          | -                     | -                     | -                     | -                     | 1        | 0      | 0           | 1          |
| M. Cuffa           | 1        | 0        | 0           | 0          | -                     | -                     | -                     | -                     | 1        | 0      | 0           | 0          |
| L. Magnanelli      | 13       | 0        | 3           | 1          | 1                     | 0                     | 0                     | 0                     | 14       | 0      | 3           | 1          |
| A. Miravent        | 1        | 0        | 0           | 0          | 1                     | 0                     | 0                     | 0                     | 2        | 0      | 0           | 0          |
| D. Poletti         | 15       | 3        | 6           | 0          | 2                     | 0                     | 1                     | 0                     | 17       | 3      | 7           | 0          |
| S. Sensi           | 20       | 3        | 4           | 1          | 2                     | 1                     | 0                     | 0                     | 22       | 4      | 4           | 1          |
| E. Soligo          | 19       | 0        | 2           | 0          | 1                     | 0                     | 0                     | 0                     | 20       | 0      | 2           | 0          |
| L. Valeriani       | 16       | 0        | 3           | 0          | 2                     | 0                     | 1                     | 0                     | 18       | 0      | 4           | 0          |
| I. Varone          | 2        | 1        | 0           | 0          | -                     | -                     | -                     | -                     | 2        | 1      | 0           | 0          |
| F. Bangal          | 2        | 0        | 0           | 0          | -                     | -                     | -                     | -                     | 2        | 0      | 0           | 0          |
| F. Casolla         | 11       | 2        | 0           | 0          | -                     | -                     | -                     | -                     | 11       | 2      | 0           | 0          |
| S. Cicarevic       | 12       | 0        | 0           | 0          | 1                     | 0                     | 0                     | 0                     | 13       | 0      | 0           | 0          |
| C. Coto            | 22       | 2        | 2           | 0          | 1                     | 0                     | 0                     | 0                     | 23       | 2      | 2           | 0          |
| C. Gil Muntadas    | 3        | 1        | 0           | 0          | 1                     | 0                     | 0                     | 0                     | 4        | 1      | 0           | 0          |
| D.C. Jara Martinez | 10       | 2        | 1           | 0          | 1                     | 0                     | 0                     | 0                     | 11       | 2      | 1           | 0          |
| A. La Mantia       | 18       | 5        | 4           | 2          | 2                     | 0                     | 0                     | 0                     | 20       | 5      | 4           | 2          |
| R. Musetti         | 1        | 0        | 0           | 0          | -                     | -                     | -                     | -                     | 1        | 0      | 0           | 0          |
| P. Dia Ndiang      | 0        | 0        | 0           | 0          | -                     | -                     | -                     | -                     | 0        | 0      | 0           | 0          |
| D. Pesaresi        | 1        | 0        | 0           | 0          | 2                     | 0                     | 0                     | 0                     | 3        | 0      | 0           | 0          |
| M. Stefanelli      | 0        | 0        | 0           | 0          | 0                     | 0                     | 0                     | 0                     | 0        | 0      | 0           | 0          |